# Jugureni, Dâmbovița
Jugureni este un sat în comuna Uliești din județul Dâmbovița, Muntenia, România.

## Organizare teritorială

### Perioada interbelică
În prima jumătate a secolului al XX-lea, satul Jugureni a fost centrul comunei Jugureni, desprinsă din comuna Uliești. În 1925, ea făcea parte din plasa Găești a județului Dâmbovița și avea în compunere satele Coada Izvorului, Funduri, Dogari, Jugureni, Mănăstioara, Olteni, Stavropolia și Gușați, cu 2080 de locuitori. În 1931, satul Dogari a fost transferat comunei Uliești.

### După 1950
În 1950, comuna Jugureni a fost inclusă în raionul Găești al regiunii Argeș. Ea a revenit în 1968 la județul Dâmbovița, când acesta a fost reînființat, dar a fost imediat desființată și inclusă din nou în comuna Uliești.

## Personalități locale
Dida Drăgan (n. 1946), cunoscută solistă vocală și autoare de versuri, este originară din Jugureni.
Tudor Cristea (n. 1945), scriitor 
Marin Ioniță (n. 1929, Jugureni-Mănăstioara - d. 2018), scriitor